# قوس محدب (عمارة)
القوس المدبب أو العقد القوطي في العمارة هو اسم القوس الذي تكون قمته مدببة وليست دائرية مثل القوس الدائري. إنه عنصر مميز في العمارة القوطية.

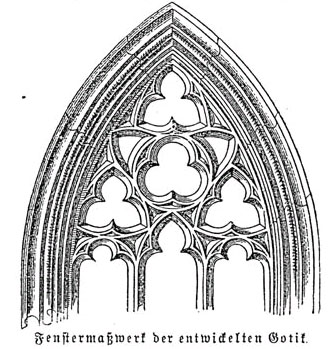
نافذة قوطية مخرمة بقوس مدبب

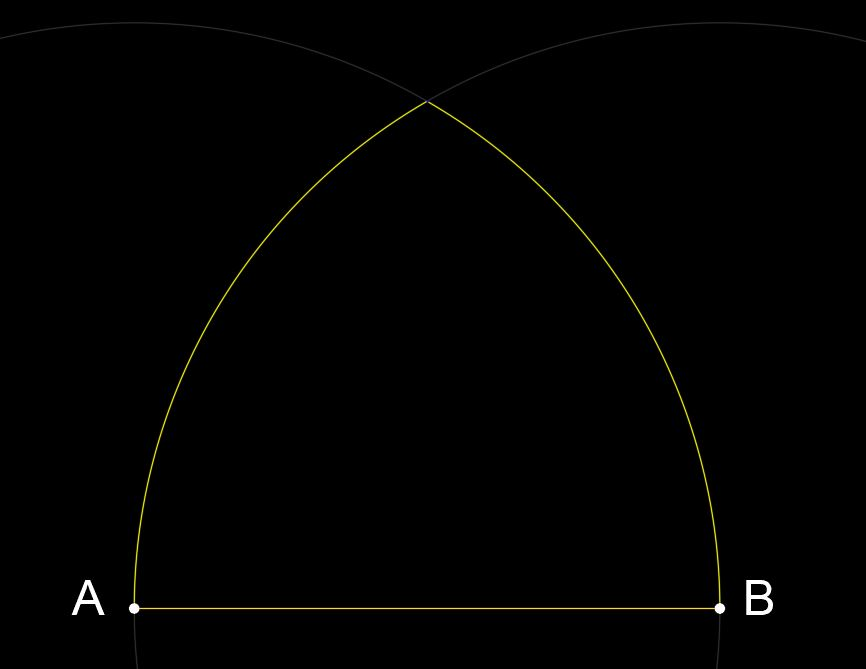
الانشاءات الهندسية لرسم قوس محدب: معلومة قطعة مستقيمة AB ، نركز الفرجار في النقطة A وبنصف قطر AB نرسم قوسًا ، ثم نكرر العملية لرسم قوس آخر مساوي للقوس الاول ولكن مركزه B. وهكذا نحصل على قوس محدب